# Бард, Александр
Алекса́ндр Ба́рд (швед. Alexander Bengt Magnus Bard; род. 17 марта 1961 года, Мотала, Швеция) — шведский музыкант, певец, композитор, поэт, музыкальный продюсер, социолог, владелец одной из крупнейших в Швеции интернет-компаний, киберфилософ, зороастриец. Участник проектов Army of Lovers, Vacuum, BWO, Alcazar, Gravitonas

## Биография
Александр Бард родился в Медеви, муниципалитет Мотала, Швеция, 17 марта 1961 года. Александр Бард получил широкую известность как участник и автор песен группы Army Of Lovers. В 1996 году, когда Army Of Lovers исчезла с горизонта и её участников начали забывать, Бард создаёт новый проект  — Vacuum.
Весной 2004 года в Швеции вышел сингл «Living In A Fantasy» новой на тот момент группы Александра  — Bodies Without Organs. Так же Бард работает c группой Gravitonas. С 2012 года лидер возрожденной группы Army of Lovers.
Бард учился в США и в Амстердаме, а с 1984 по 1989 — в Стокгольмской школе экономики. В дополнение к своим исследованиям в области экономики он проявлял большой интерес к философии и социальной теории, собираясь стать писателем-философом и лектором. Бард был судьей на Шведском идоле, с 2011 года. Вместе с Яном Зодерквистом, теоретиком СМИ, написал пять книг:
1. «Нетократия. Новая правящая элита и жизнь после капитализма».
2. «Новая глобальная империя».
3. «Kroppsmaskinerna» или «Тело машины».
4. «Синтеизм — создание Бога в эпоху Интернета».
5. «Цифровое либидо — секс, сила и насилие в сетевом обществе».

Первые три книги объединены под названием «Трилогия Футурики». «Нетократия» переведена на 16 языков и пользовалась большим успехом в мире, две следующих переведены на английский в 2012 году. Авторы вводят понятие Нетократия как новой, виртуальной аристократии, основной ценностью для которых будет являться информация, а не деньги. Вся «Трилогия Футурики» посвящена глобализации и виртуализации общества, предрекая интернет-революцию.
Всё творчество Барда и Зодерквиста касается эпохи цифровых технологий, в рамках которых авторы развёртывают новую метафизическую систему и предлагают собственное философское видение будущего общества.